# Едвінас Гертмонас
Едвінас Гертмонас (лит. Edvinas Gertmonas; нар. 1 червня 1996, Шилале) — литовський футболіст, воротар клубу «Університатя» (Клуж-Напока) та національної збірної Литви.

## Клубна кар'єра
Народився 1 червня 1996 року. Вихованець національної футбольної академії Литви. Після випуску з академії він приєднався до клубу А-ліги «Таурас». У складі «Таураса» він дебютував 19 червня 2013 року в матчі проти «Екранаса», де пропустив три голи.. Загалом провів у команді один сезон, взявши участь у 12 матчах чемпіонату.
Своєю грою за цю команду привернув увагу представників тренерського штабу «Атлантаса», до складу якого приєднався на початку 2014 року. Відіграв за клуб з Клайпеди наступний сезон своєї ігрової кар'єри, взявши участь у 9 матчах вищого дивізіону країни. В кінці 2014 року перейшов у французький «Ренн», який відразу віддав його в оренду назад у «Атлантас», де воротар провів ще пів року, допомігши команді стати фіналістом Кубка Литви 2014/15. В кінці червня 2015 року нарешті приєднався до «Ренна», де став третім воротарем команди, тому на поле жодного разу не виходив.
Так жодного разу й не зігравши за «Ренн», влітку 2019 Гертмонас повернувся до Литви, де став третім воротарем вільнюського «Жальгіріса».

## Виступи за збірні
У 2012 році Едвінас викликався в юнацьку збірну Литви до 17 років. За неї він провів три матчі, пропустивши три м'ячі. 
У 2013 році Едвінас у складі збірної до 19 років взяв участь у домашньому юнацькому чемпіонаті 2013 року. На цьому турнірі він був запасним воротарем, поступившись місцем в основі Томасу Шведкаускасу.
З 2014 року залучався до складу молодіжної збірної Литви. На молодіжному рівні зіграв у восьми офіційних матчах.
8 червня 2015 року дебютував в офіційних матчах у складі національної збірної Литви в товариському матчі проти Мальти (0:2).

## Титули і досягнення
- Володар Кубка Франції (1):

«Ренн»: 2018-19
- Володар Суперкубка Литви (2):

«Жальгіріс»: 2020, 2023
- Чемпіон Литви (3):

«Жальгіріс»: 2020, 2021, 2022
- Володар Кубка Литви (2):

«Жальгіріс»: 2021, 2022
- Футболіст року в Литві: 2022